# Dardilly
Dardilly is een gemeente in de Franse Métropole de Lyon (regio Auvergne-Rhône-Alpes). De plaats maakt deel uit van het arrondissement Lyon. Dardilly telde op 1 januari 2022 8.980 inwoners.

## Geografie
De oppervlakte van Dardilly bedroeg op 1 januari 2022 13,99 vierkante kilometer; de bevolkingsdichtheid was toen 641,9 inwoners per km².

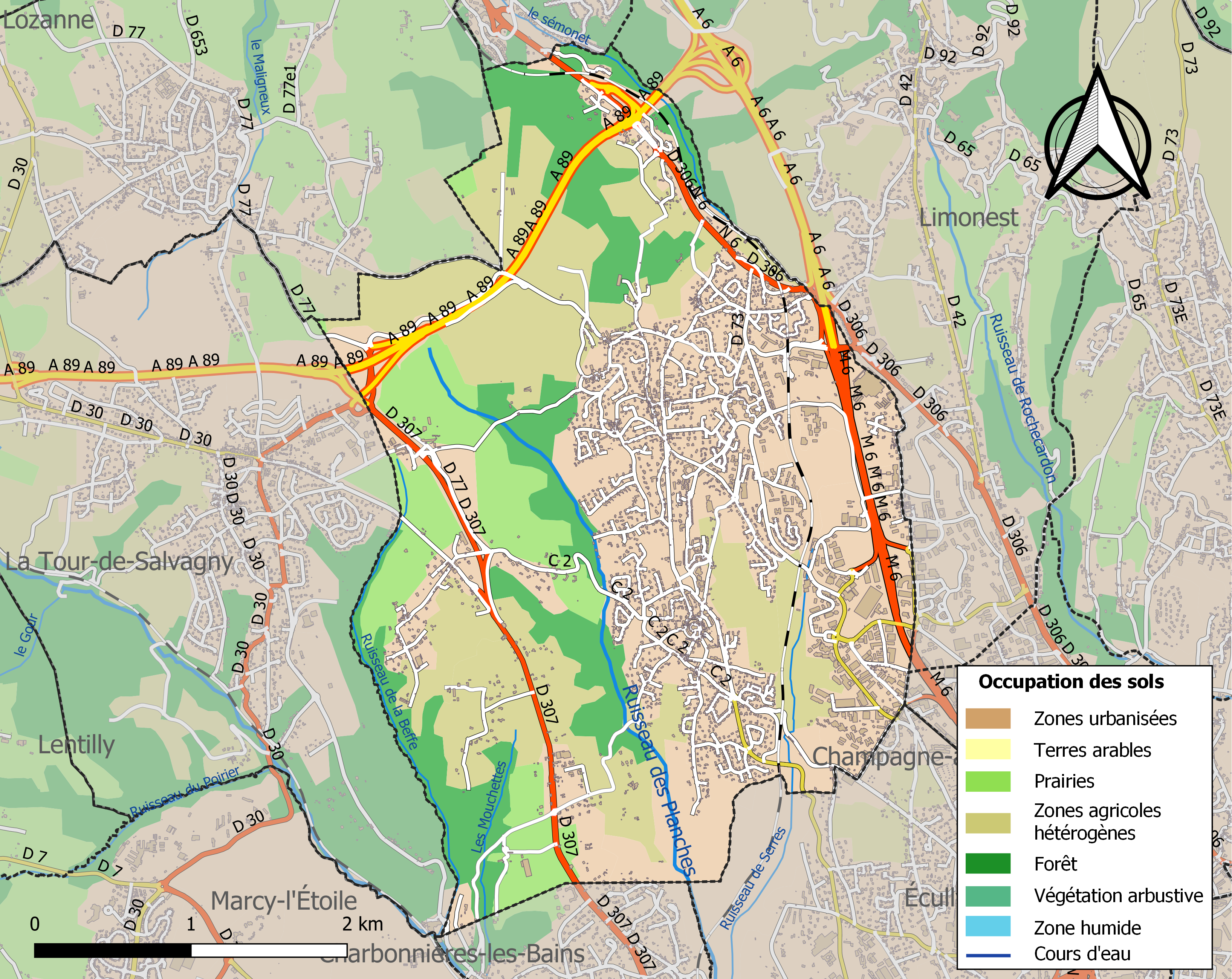
Kaart van de gemeente met de belangrijkste infrastructuur, bodemgebruik en omliggende gemeenten

## Demografie
Onderstaande figuur toont het verloop van het inwonertal (bron: INSEE-tellingen).

## Pastoor van Ars
Jean Baptiste Marie Vianney, de bekende en zalig verklaarde en heilige pastoor van Ars, werd in 1786 geboren te Dardilly en bracht er zijn jeugdjaren door.